# (116581) 2004 BZ92
(116581) 2004 BZ92 es un asteroide perteneciente al cinturón de asteroides, descubierto el 27 de enero de 2004 por el equipo del Lowell Observatory Near-Earth-Object Search desde la Estación Anderson Mesa (condado de Coconino, cerca de Flagstaff, Arizona, Estados Unidos).

## Designación y nombre
Designado provisionalmente como 2004 BX92. 

## Características orbitales
2004 BZ92 está situado a una distancia media del Sol de 3,135 ua, pudiendo alejarse hasta 3,692 ua y acercarse hasta 2,578 ua. Su excentricidad es 0,178 y la inclinación orbital 9,945 grados. Emplea 2027,73 días en completar una órbita alrededor del Sol.
Los próximos acercamientos a la órbita de Júpiter ocurrirán el 10 de noviembre de 2046, el 27 de abril de 2057 y el 1 de marzo de 2131.
Pertenece a la familia de asteroides de (3330) Gantrisch.

## Características físicas
La magnitud absoluta de 2004 BZ92 es 15,01. Tiene 7,119 km de diámetro. Su albedo se estima en 0,042.